# ضرورت متافیزیکی
در فلسفه، ضرورت متافیزیکی (به انگلیسی: Metaphysical necessity)، که گاهی به آن ضرورت منطقی گسترده (به انگلیسی: Broad logical necessity) نیز گفته می‌شود، نوعی از انواع مختلف ضرورت است که بین ضرورت منطقی و ضرورت قانونی (به انگلیسی: Nomological necessity) (یا فیزیکی) قرار می‌گیرد. به این معنا که ضرورت منطقی ضرورت متافیزیکی را در پی دارد، اما نه برعکس، و ضرورت متافیزیکی ضرورت فیزیکی را در پی دارد. اما نه برعکس. گفته می‌شود یک گزاره ضروری است اگر نمی‌توانست آن طور نباشد.